# Diocesi di Hazaribag
La diocesi di Hazaribag (in latino Dioecesis Hazaribagana) è una sede della Chiesa cattolica in India suffraganea dell'arcidiocesi di Ranchi. Nel 2021 contava 42.165 battezzati su 5.494.540 abitanti. È retta dal vescovo Jojo Anand.

## Territorio
La diocesi comprende i distretti civili di Hazaribag, Kodarma, Chatra, Ramgarh e la parte occidentale del distretto di Bokaro nello stato indiano del Jharkhand.
Sede vescovile è la città di Hazaribag, dove si trova la cattedrale della Resurrezione.
Il territorio è suddiviso in 25 parrocchie.

## Storia
La diocesi è stata eretta il 1º aprile 1995 con la bolla Cum ad aeternam di papa Giovanni Paolo II, ricavandone il territorio dalla diocesi di Daltonganj.

## Cronotassi dei vescovi
Si omettono i periodi di sede vacante non superiori ai 2 anni o non storicamente accertati.
- Charles Soreng, S.I. † (1º aprile 1995 - 8 settembre 2012 ritirato)
- Jojo Anand, dall'8 settembre 2012

## Statistiche
La diocesi nel 2021 su una popolazione di 5.494.540 persone contava 42.165 battezzati, corrispondenti allo 0,8% del totale.
| anno | popolazione | popolazione | popolazione | presbiteri | presbiteri | presbiteri | presbiteri                | diaconi | religiosi | religiosi | parrocchie |
| anno | battezzati  | totale      | %           | numero     | secolari   | regolari   | battezzati per presbitero | diaconi | uomini    | donne     | parrocchie |
| ---- | ----------- | ----------- | ----------- | ---------- | ---------- | ---------- | ------------------------- | ------- | --------- | --------- | ---------- |
| 1999 | 32.200      | 4.915.980   | 0,7         | 85         | 24         | 61         | 378                       |         | 76        | 358       | 15         |
| 2000 | 33.067      | 5.010.410   | 0,7         | 83         | 24         | 59         | 398                       |         | 72        | 367       | 15         |
| 2001 | 34.120      | 5.411.451   | 0,6         | 86         | 25         | 61         | 396                       |         | 75        | 368       | 16         |
| 2002 | 34.120      | 5.411.451   | 0,6         | 89         | 25         | 64         | 383                       |         | 78        | 368       | 16         |
| 2003 | 34.712      | 5.427.594   | 0,6         | 99         | 25         | 74         | 350                       |         | 93        | 377       | 18         |
| 2004 | 35.118      | 5.015.093   | 0,7         | 82         | 23         | 59         | 428                       |         | 72        | 375       | 20         |
| 2006 | 35.252      | 5.067.000   | 0,7         | 87         | 22         | 65         | 405                       |         | 87        | 390       | 20         |
| 2013 | 36.420      | 5.567.000   | 0,7         | 124        | 34         | 90         | 293                       |         | 130       | 428       | 23         |
| 2016 | 37.742      | 5.786.000   | 0,7         | 119        | 38         | 81         | 317                       |         | 121       | 428       | 23         |
| 2019 | 41.252      | 5.423.142   | 0,8         | 162        | 54         | 108        | 254                       |         | 141       | 392       | 24         |
| 2021 | 42.165      | 5.494.540   | 0,8         | 173        | 57         | 116        | 243                       |         | 152       | 400       | 25         |